# Lajos Homonnai
Lajos Homonnai, né le 2 mai 1904 à Budapest et mort le 2 mai 2007, est un joueur de water-polo hongrois. Il est l'oncle de la nageuse Katalin Szőke et le frère du joueur de water-polo Márton Homonnai.
Joueur de l'équipe de Hongrie de water-polo masculin (avec une trentaine de sélections dans les années 1920), il dispute les Jeux olympiques d'été de 1924, jouant trois matchs ; les Hongrois terminent à la cinquième place.
Il a joué en club pour le III. Kerületi TUE.